# 21506 Бетсілл
21506 Бетсілл (21506 Betsill) — астероїд головного поясу, відкритий 22 травня 1998 року.
Тіссеранів параметр щодо Юпітера — 3,572.